# Campos Novos Paulista
Campos Novos Paulista é um município brasileiro do estado de São Paulo. Sua população estimada em 2024 era de 4.991 habitantes.

## Estância climática
Campos Novos Paulista é um dos 12 municípios paulistas considerados estâncias climáticas pelo Estado de São Paulo, por cumprirem determinados pré-requisitos definidos por Lei Estadual. Tal status garante a esses municípios uma verba maior por parte do Estado para a promoção do turismo regional. Também, o município adquire o direito de agregar junto a seu nome o título de Estância Climática, termo pelo qual passa a ser designado tanto pelo expediente municipal oficial quanto pelas referências estaduais.

## História
Campos Novos Paulista é o mais antigo município do oeste paulista, e sua história está intimamente ligada a do município de Echaporã. Por volta de 1852 José Teodoro de Sousa, mineiro de Pouso Alegre, acompanhado da família e amigos chegou à região da atual cidade, onde construiu diversas casas e iniciou as primeiras plantações. No ano de 1856 requereu a posse dessas terras às autoridades de Botucatu, cidade a qual pertencia todo esse território à época, onde construiu uma capela às margens do rio Novo, um afluente do rio Paranapanema.
O patrimônio, chamado de São José do Rio Novo, continuou habitado por algum tempo somente por seus iniciadores. Os índios hostis da região (Caingangues) aos poucos foram sendo afugentados e novos povoadores foram se fixando.
O povoado de São José do Rio Novo foi elevado a distrito policial em 1878 e logo após a freguesia (distrito) pela lei 62 de 13 de abril de 1880, com a denominação de São José dos Campos Novos do Rio Novo, agora pertencendo ao município de Santa Cruz do Rio Pardo. Pela lei 25 de 10 de março de 1885 foi elevado à categoria de município com a denominação de Campos Novos do Paranapanema, sendo instalado em 14 de janeiro de 1887. A lei 1828 de 21 de dezembro de 1921, simplificou o nome para Campos Novos.

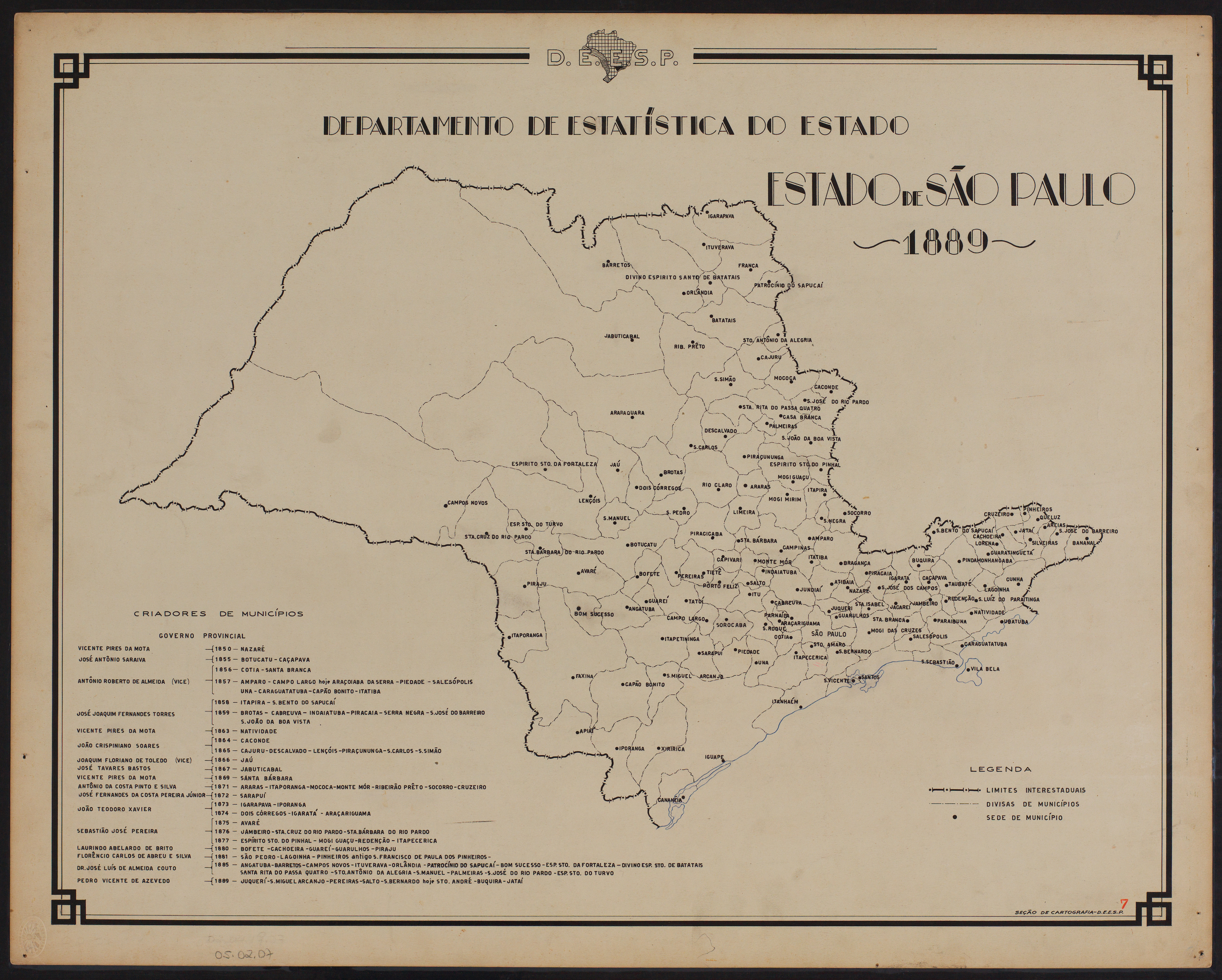
Estado de São Paulo (1889).

Foi um dos maiores municípios do estado de São Paulo, chegando a ter mais de 30.000 km² de área, cujo território abrangia todo o vale do rio Paranapanema e do rio do Peixe até as barrancas do rio Paraná. Para se ter uma ideia da extensão territorial e da importância do município, cidades como Presidente Prudente, Assis, Marília e Garça já foram parte do território de Campos Novos Paulista.
Conforme seu território foi sendo ocupado, surgiram inúmeros povoados que foram elevados a distrito e que posteriormente se emanciparam, desmembrando o município original até ser reduzido a área atual.
Foram criados em seu território os seguintes distritos:
- Conceição de Monte Alegre, no ano de 1891, que emancipou-se em 1896 mas foi instalado somente em 1913, mais tarde extinto e incorporado ao município de Paraguaçu Paulista;
- Platina, no ano de 1894, que emancipou-se em 1915;
- Palmital, no ano de 1916, que emancipou-se em 1919;
- Tabajara, no ano de 1921, que foi extinto e teve a sua sede transferida em 1933 para o distrito de Fortuna (atual Oscar Bressane), transferido para o município de Bela Vista (atual Echaporã) em 1938;
- Garça, no ano de 1925, que emancipou-se em 1928;
- Varpa, no ano de 1927, transferido para o município de Marília em 1933.
- Pompeia, no ano de 1928, transferido para o município de Marília também em 1928.
- Catequese, no ano de 1928, que foi extinto e teve a sua sede transferida em 1938 para o distrito de Bela Vista (atual Echaporã) em 1938;
- Lutécia, no ano de 1929, transferido para o município de Bela Vista (atual Echaporã) em 1938;
- Casa Grande (atual Ocauçu), no ano de 1934, transferido para o município de Bela Vista (atual Echaporã) em 1938;

Também vários distritos policiais foram criados no município, destacando-se: Vila Marcondes, um dos patrimônios que deu origem a cidade de Presidente Prudente em 1921; Alto Cafezal, um dos patrimônios que deu origem a cidade de Marília em 1928 e Porto Tibiriçá, que deu origem a cidade de Presidente Epitácio em 1948.
Pelo decreto 9775 de 30 de novembro de 1938, a sede do município de Campos Novos é transferida para o novo distrito de Bela Vista (a atual município de Echaporã), recebendo o município este nome. Sendo assim Campos Novos é rebaixado à condição de distrito. O decreto-lei 14334 de 30 de novembro de 1944, transferiu Campos Novos para o município de Ibirarema e mudou-lhe o nome para Nuretama. Finalmente pela lei 233 de 24 de dezembro de 1948 foi elevado a município novamente mas com o nome definitivo de Campos Novos Paulista, sendo instalado em 1º de janeiro de 1949.

## Geografia
Localiza-se a uma latitude 22º36'11" sul e a uma longitude 50º00'09" oeste, estando a uma altitude de 446 metros. Possui uma área de 484,6 km².

### Hidrografia
- Rio Novo

### Rodovias
- BR-153

## Demografia
Dados do Censo - 2000
População Total: 4.181
- Urbana: 2.988
- Rural: 1.193
- Homens: 2.165
- Mulheres: 2.016
- Densidade demográfica (hab./km²): 8,63
- Mortalidade infantil até 1 ano (por mil): 12,40
- Expectativa de vida (anos): 73,19
- Taxa de fecundidade (filhos por mulher): 2,36
- Taxa de Alfabetização: 86,86%
- Índice de Desenvolvimento Humano (IDH-M): 0,761
- IDH-M Renda: 0,662
- IDH-M Longevidade: 0,803
- IDH-M Educação: 0,817

(Fonte: IPEADATA)

## Política e administração
- Prefeito: Flávio Fermino Euflauzino (2021/2024)
- Vice-prefeita: Tânia Mara Salvador Bussoni (2021/2024)
- Presidente da câmara: Lolinho

## Infraestrutura

### Comunicações
O sistema de telefones automáticos foi inaugurado na cidade em 1976 pela Telecomunicações de São Paulo (TELESP), que também implantou o sistema de discagem direta à distância (DDD) em 1988 com o código de área (0144). Anteriormente a cidade era atendida pela Companhia de Telecomunicações do Estado de São Paulo (COTESP).
Na década de 90 o código DDD da cidade foi alterado para (014), para padronização do sistema telefônico com a telefonia celular que estava sendo implantada em todo o estado.

## Religião
O Cristianismo se faz presente na cidade da seguinte forma:

### Igreja Católica
- A igreja faz parte da Diocese de Ourinhos.[15]

### Igrejas Evangélicas
Entre as igrejas protestantes históricas, pentecostais e neopentecostais, encontram-se na cidade:
- Assembleia de Deus Ministério do Belém.[18][19]
- Congregação Cristã no Brasil.[20]